# Caniche
El caniche (en inglés, poodle) es una raza canina que hasta el siglo XV se consideró de uso exclusivo de los aristócratas y nobles. Fue un perro cobrador de aguas hasta el Renacimiento: recuperaban las presas ya cazadas que habían caído al agua, como patos y cisnes. Hoy en día se les encuentra frecuentemente en las exposiciones caninas de belleza. Existen cuatro variedades: grande, mediano, enano y toy y en diferentes colores.

## Historia de la raza

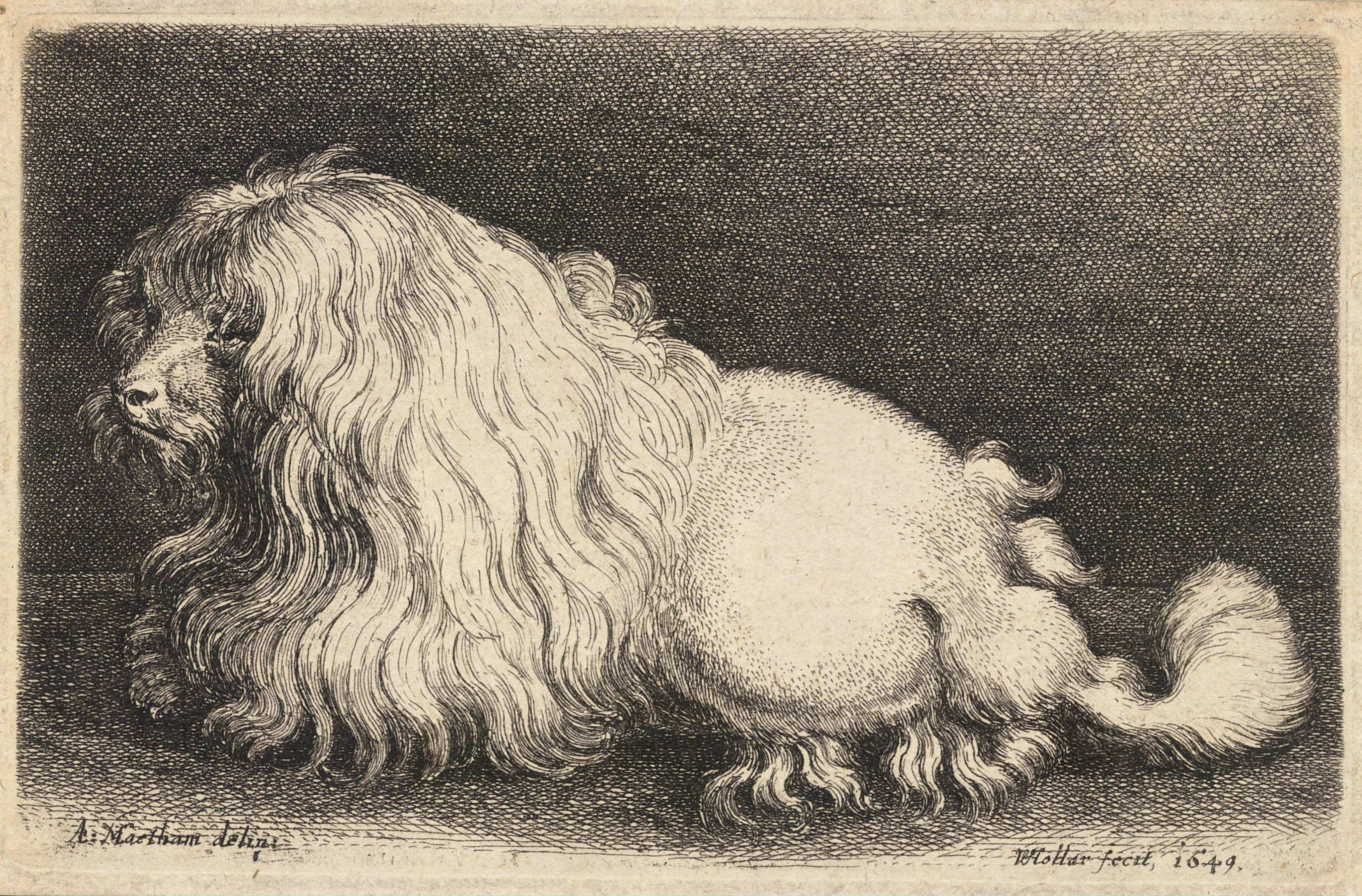
Grabado titulado: A poodle, after Matham de Václav Hollar, realizado en el año 1649.

Existen controversias acerca del origen de la raza. Algunas teorías afirman que procede de África y que llegó a Francia durante las guerras revolucionarias; de allí se expandió hacia España, Reino Unido y Países Bajos. Actualmente, hay tres países que se adjudican como los lugares de origen de la raza: Alemania, Francia y Rusia.
Otra teoría es que procede de Alemania; el caniche es a su vez descendiente del Barbet francés. Originario de los pantanos alemanes en la Edad Media, fue destinado para la caza de aves nadadoras como el pato o el ganso, de modo que se seleccionó por características tales como su adaptabilidad al terreno cenagoso y su resistencia al agua, lo que hace que esta raza, junto con otras, sea llamada perro de agua.

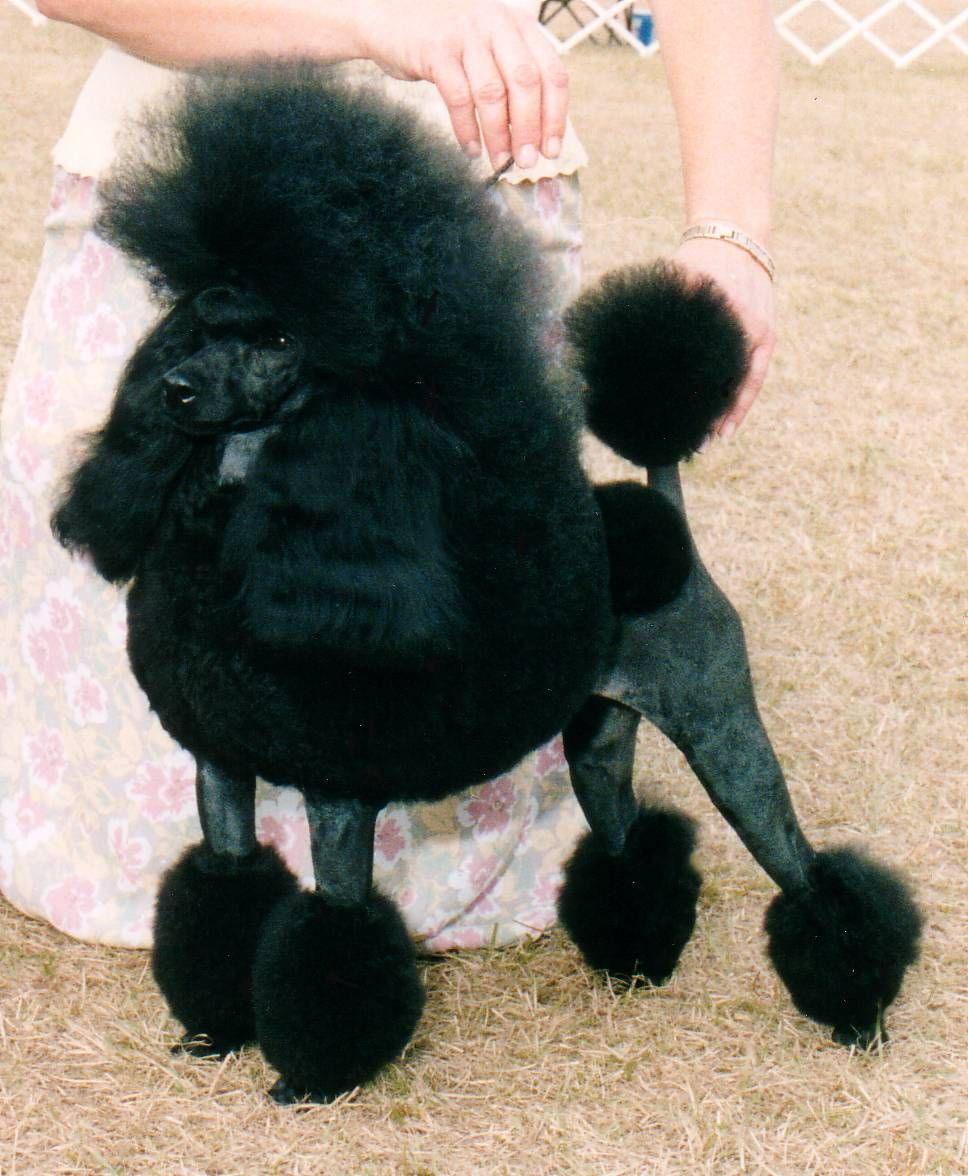
Caniche mediano color negro.

A partir del siglo XVI, los caniches empezaron a ser famosos por su belleza e inteligencia, sobre todo en diversas presentaciones circenses y obras de arte de diversos autores como Alberto Durero y Francisco de Goya. En tiempos de Luis XVI de Francia ya era muy común su presencia en la corte francesa.
Por cambios en el gusto en cuanto a su apariencia, durante el siglo XIX se despreció la protección del pelaje que, hasta entonces, tenía la función de resguardarlo de la hipotermia, por lo que los estilistas empezaron a crear diversos cortes, como el británico montano y el continental. Para los caniches recién nacidos, se inició la costumbre de amputar la cola. Durante la Guerra franco-prusiana empezó la difusión de la raza como tal, destinada para los millonarios y aristócratas. Hasta el siglo XX predominaba la variedad gigante, pero posteriormente surgieron con aprobación de las asociaciones caninas —como el Kennel Club— las variedades estándar (de escasa difusión desde 1792), miniatura (1911) y toy (1957). Cuando se estableció el estándar en 1936, Alemania reconoció oficialmente el caniche como una raza originaria de Francia, poniendo esto como objetivo para evitar cualquier disensión entre los dos miembros fundadores de la FCI.

## Variedades

### Grande-Standard

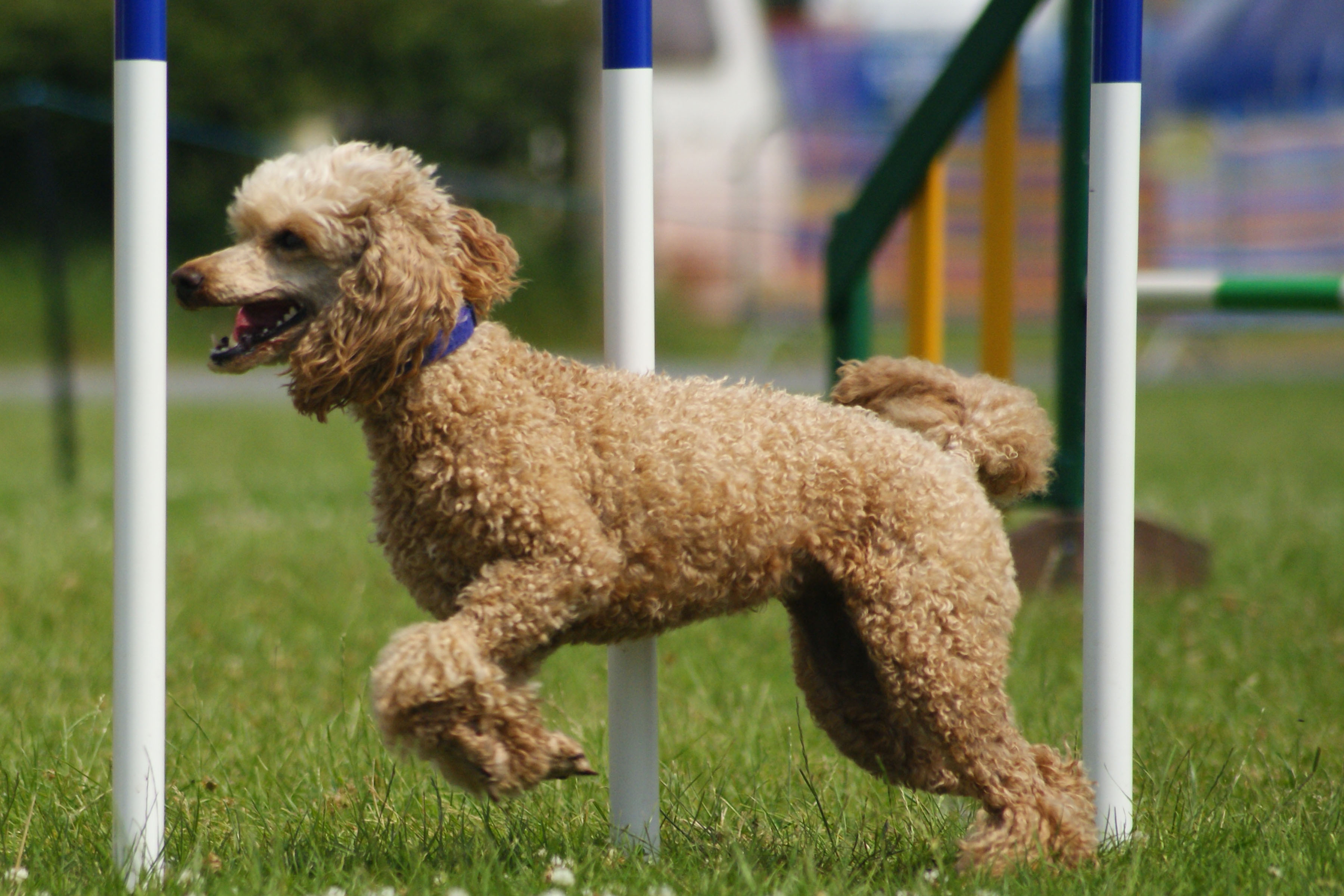
Caniche durante una competición de agility.

Se cree que es la variedad original de la que surgieron las demás a través de cruces para reducir la talla. La altura a la cruz varía desde 45 a 60 cm, se admite 2 cm de más, siempre que el ejemplar guarde las proporciones.
En las exposiciones celebradas bajo las normas de la FCI, los ejemplares de color negro, blanco y marrón se juzgan en un mismo grupo para la obtención del CACIB. Lo mismo ocurre con los ejemplares de color gris, albaricoque y rojo; el mejor de cada uno de estos grupos pasa a un juicio final para determinar el mejor ejemplar de la variedad.

### Mediano

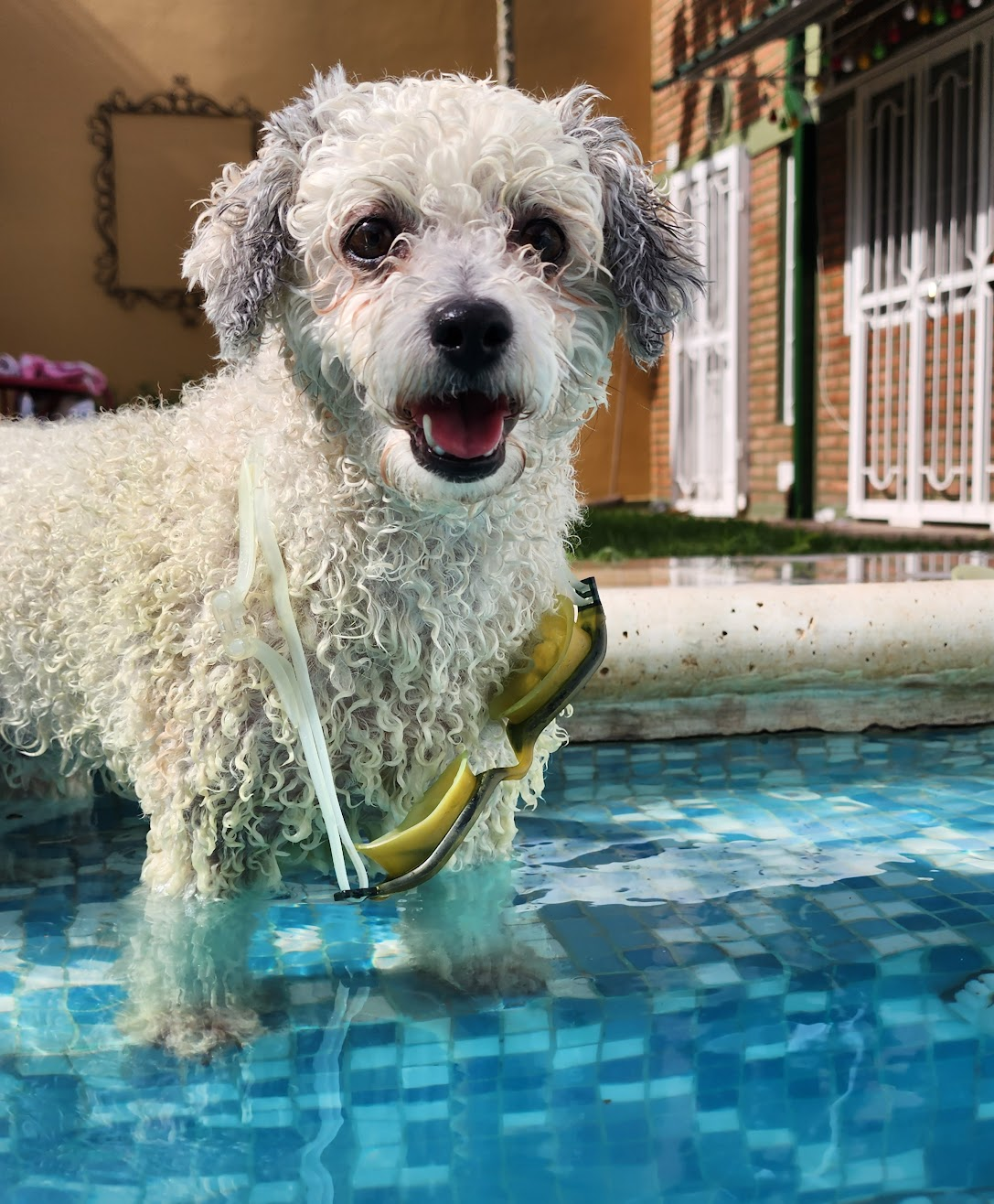
Hembra caniche de tamaño estándar

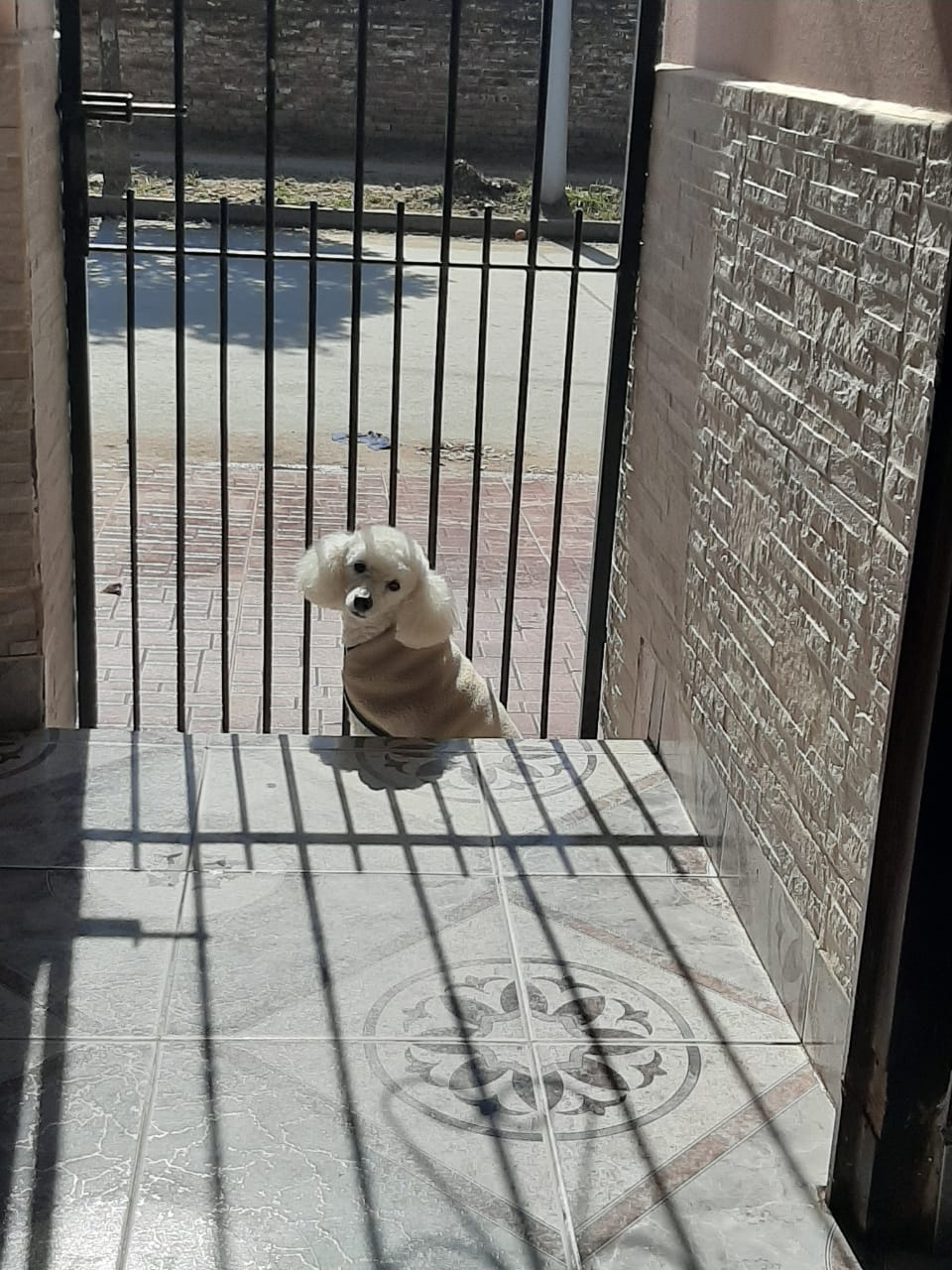
Raza caniche

También es llamado estándar. Mide de 35 hasta 45 cm de cruz, y como en todos los tamaños, solo se aceptan los colores lisos en el pelaje. Colores: blanco, negro, gris, marrón, albaricoque o rojo.

### Enano
También conocido como miniatura. Esta variedad presenta una altura a la cruz menor de los 35 y mayor de los 28 cm. Tiene que parecer un caniche de tamaño mediano, pero más pequeño y no presentar ningún signo de enanismo. Como en las variedades más grandes, son juzgados agrupados por colores.
El caniche enano es un perro de raza pequeña, un poco más grande que la variedad toy, fácil de transportar y que pueda acompañar a su dueño a cualquier lugar. Aun siendo un perrito pequeño, se trata de un animal que mantiene perfectamente las proporciones, igual que cualquiera de las otras variedades de mayor tamaño. También tiene la misma elegancia que sus contrapartes más grandes, aunque puede tener una mayor preferencia al caminar porque sus pasos son más cortos.
La cabeza también permanece perfectamente proporcionada y termina en un hocico alargado y muy fino. También tiene ojos oscuros en forma de almendra y orejas grandes que caen a ambos lados de la cabeza.
Lo que destaca entre todas las características del caniche es el hecho de que sus patas son robustas y de longitud media, al igual que su cola, que tiende a elevarse a una altura media.
A pesar de todo esto, es una raza deportiva que está predispuesta a las actividades, que siempre está vigilante y que llama la atención de las personas sobre su aspecto.

### Toy
La variedad tiene una altura de menos de 28 cm a la cruz o alzada, siempre que se mantengan las proporciones y que no presente ningún síntoma de enanismo. Se juzgan todos los colores juntos.
Según algunos historiadores de la raza, el caniche se originó a partir de la mezcla de otras razas de perros, especialmente el maltés y el spaniel, ya que tiene algunas características típicas de ambas razas.
En cualquier caso, hay tres países que parecen ser los lugares de origen del caniche: Francia, Rusia y Alemania.
Los perros criados en estos países difieren en propósito y crianza. En Alemania, dedicados a la caza de las presas. Perros de compañía en Rusia, y los designados para la moda en Francia.
Con el tiempo, el caniche se convirtió en el perro predilecto de las familias reales de la época, y su triunfo como mascota se aseguró al conseguir las tallas más pequeñas de la raza.
Al cruzar varias generaciones de caniches estándar, la variedad de caniches enanos se consiguió en el siglo XVIII. A partir de ahí, los esfuerzos se centraron en conseguir un perro aún más pequeño, que dio a luz al caniche micro toy, que solo se reconoció como una raza separada en 1984.

## Longevidad y causas de muerte
Las encuestas de caniches en el Reino Unido, Dinamarca, EUA y Canadá arrojan que la esperanza de vida media es de once años y medio a doce años. En un estudio del Kennel Club del Reino Unido, las causas más comunes de muerte fueron: cáncer (30 %), vejez (18 %) y enfermedades cardíacas (5 %).
En las encuestas británicas los caniches miniatura tenían una esperanza de vida media de catorce a catorce años y medio. En los miniatura la principal causa de muerte fue: vejez (39 %). En los toy, la principal causa de muerte fueron: vejez (25 %) y fallo renal (20 %).
Algunos caniches toy pueden vivir hasta veinte años, si tienen una vida saludable y no padecen de sobrepeso. El caniche miniatura más viejo, que se encuentra documentado, fue Uncle Chichi que vivió hasta los 26 años.

## Reproducción
La aparición del celo en la perra varía entre los siete y nueve meses de edad. En razas pequeñas, generalmente más precoces, se verá antes que en razas de gran tamaño. Sin embargo, en ninguna perra debe preocuparnos que no haya aparecido cuando cumple su primer año, ya que existen otros factores complejos, aparte de la edad, que influyen en ello. Si una hembra no ha tenido su primer celo, pasado un año y medio de vida debemos llevarla al veterinario para someterla a revisión.
La duración de un celo dura entre quince y veinte días e incluso veinticinco días. La perra sufre cambios de comportamiento, crecimiento y una hemorragia vaginal que varía mucho en cantidad según cada animal.

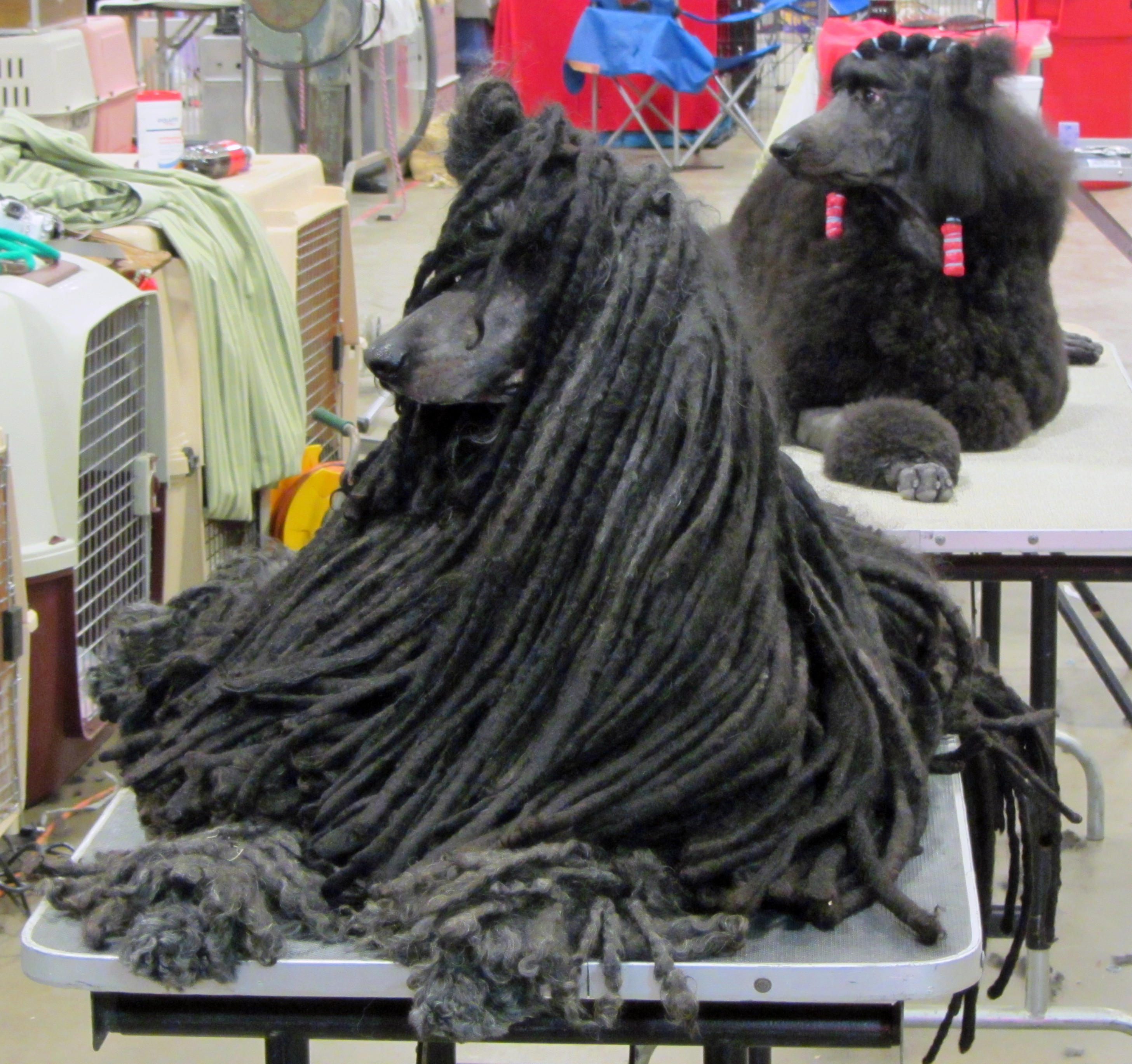
Caniche gigante variedad Cordelé, durante una exhibición canina organizada por el AKC.

El período de gestación dura aproximadamente entre sesenta y un días y sesenta y tres días. Lo conveniente es, que pasados los sesenta y tres días si la perra aún no ha parido, se le hagan controles veterinarios. Un caniche puede llegar a tener una cantidad de crías de cuatro a diez cachorros.

## Cortes
Hay muchos tipos de corte, pero los admitidos para exposición son: Continental, Continental Americano, Escandinavo y Puppy Clip o Cachorro. El corte irá en función de la estructura del perro y del gusto de expositor o dueño, el más usado es el Continental Americano para exposiciones, mientras que el Puppy Clip lo es para mascotas que no exponen por su fácil mantenimiento.
Aparte del caniche común, también existe la variedad Cordelé, teniendo este el pelo más rizado y en forma de cuerdas o rastas, parecido al pelaje de la raza puli o komondor. La variedad Cordelé es rara, ya que el pelaje es difícil de limpiar y toma mucho tiempo para secarse después del lavado. Sin embargo, se puede exhibir en las exposiciones caninas del AKC.
Cualquiera que sea el corte del perro, necesita un cepillado frecuente porque su pelaje es muy propenso a nudos.

## Comportamiento y adiestramiento
Son unos perros alegres, juguetones y muy activos. No se distraen fácilmente, esto los hace muy receptivos a la hora de adiestrarlos (tanto en obediencia como en agility). Son perros metódicos, energéticos, excelentes con los niños aunque si no se les adiestra y socializa correctamente pueden llegar a ser destructivos.
A nivel de inteligencia el caniche ocupó el puesto 2 en la clasificación de Stanley Coren acerca de la inteligencia de los perros. Son usados como perros de caza y también como perros de vigilancia y rescate, o como un perro de aguas. Incluso el poodle toy puede ser usado para cazar aves.

## Enfermedades comunes
La mayoría de las razas de caniche sufren las siguientes enfermedades que pueden ser tratadas por veterinarios, o algunas de ellas solo pueden ser controladas; a continuación se describen las enfermedades que más repercusiones pueden tener:

### Cataratas
El caniche enano es propenso a las cataratas y atrofia progresiva de retina (PRA).

### Luxación de codo
Por una falla embrionaria en la formación de los ligamentos de la articulación del codo, este puede estar desplazado de la cavidad articular y luxarse (“salirse de lugar”).

### Glaucoma
El glaucoma, que es el aumento de la presión del ojo, puede ser congénito en los caniches de tamaño enano y toy, y tiene carácter hereditario en el caniche enano. El síntoma principal es la buftalmia (ojo muy grande), y puede estar presente ya desde el nacimiento o aparecer al cabo de unos meses.

### Entropión
El entropión es una anomalía ocular que trata de una arruga hacia dentro del margen de uno o de ambos párpados, que afecta a varios tamaños de caniche, pero en el caniche enano y caniche toy puede llegar a ser hereditario.

### Ectropión
Es una enfermedad de los ojos que consiste en un pliegue hacia el exterior del margen libre del párpado inferior.

### Queratitis superficial
La capa superficial de la córnea está sujeta a proliferación, vascularización y pigmentación, en muchos casos de forma bilateral y simétrica. Esta queratitis, que afecta principalmente al caniche toy enano, probablemente se deba a un fenómeno autoinmune.

### Otitis externa
Es la inflamación del conducto auditivo externo, aunque también puede comprender partes del pabellón auricular.

### Displasia de cadera
El Caniche Gigante es propenso a la displasia de cadera.

### Enfermedades comunes del caniche toy
Los caniches enanos y toy son perros muy pequeños; por lo tanto, tienen predisposición por todas las afecciones específicas de las razas pequeñas
- Necrosis aséptica de la cabeza del fémur.
- Luxación de rótula.
- Luxación atlantoaxil.
- Dislocación del hombro.
- Hidrocefalia.
- Colapso traqueal.
- Criptorquidia.
- Shunt extrahepáticos.
- Gastronteritis hemorrágicas.

### Enfermedades comunes del caniche gigante
Los caniches generalmente sufren enfermedades de la vista que pueden acabar en una ceguera severa ya que son hereditarias.
Cataratas:
Afecta al cristalino, una lente pequeña detrás de la pupila que permite que el ojo se concentre. Aparecen en forma de una capa de nubes sobre la superficie, lo que perjudica la capacidad de distinguirlos y hace que los objetos se sientan borrosos, nublados o menos coloridos.
Atrofia progresiva de retina:
Es el deterioro progresivo de los fotorreceptores en la retina lo que impide que capture la luz. Se puede prevenir si se reconoce temprano, de lo contrario conducirá a una pérdida completa de la visión.
Glaucoma:
Es una enfermedad silenciosa y difícil de detectar, con un área de visión casi imperceptiblemente restringida hasta que el animal esté completamente ciego.
Entropión:
Ocurre cuando se da la vuelta a la superficie del párpado y penetra en el área de los ojos, lo que provoca molestias, picazón, úlceras y, en casos extremos, ceguera completa.

### Enfermedades comunes de la piel del caniche
Cuando se refiere a problemas de la piel, entre las dolencias más comunes que afectan a :
Adenitis sebácea:
Es una inflamación de las glándulas de la piel causada por la acumulación de grasas. Entre otras cosas, causa la pérdida de pelaje, irritación, caspa, olores fuertes, caspa.
Hongos:
Son causados por parásitos que afectan la piel, el pelaje o las uñas del perro. Se manifiestan principalmente como una mancha en el área afectada. Son muy contagiosos, por lo que se recomienda mantener a los niños alejados del contacto con el animal durante el tratamiento.
Alergias:
Los caniches suelen ser muy alérgicos a diversos elementos como el polvo, el polen, el moho, la saliva de las pulgas, entre otros. Se manifiestan principalmente en la piel y causan picazón, especialmente en la cara, el abdomen y las piernas.
Pioderma:
Es una infección causada por una bacteria que causa la aparición de parásitos, úlceras cubiertas de pus, varios tipos de alergias, hinchazón, prurito y otras enfermedades.